# Список населённых пунктов Печорского района

## Городские населённые пункты
- Город Печоры —  14000 человек (XII. 2000 г.)[1], 11195 человек (X. 2010 г.)[2], 11000 человек (I. 2012 г.)[3] —  городское поселение «Печоры».

## Сельские населённые пункты
Ниже представлен сортируемый (по столбцам) список населённых пунктов Печорского района Псковской области, распределённых по муниципальным образованиям (городским и сельским поселениям— волостям) с оценками численности населения сельских населённых пунктов на конец 2000 года и по переписи населения 2002 года.
| #   | #   | деревня                       | 2000 г., чел. | 2002 г., чел. | муниципальное образование | бывшее МО (1995-2005 гг.) | бывшее МО (2005-2015 гг.) |
| --- | --- | ----------------------------- | ------------- | ------------- | ------------------------- | ------------------------- | ------------------------- |
|     | 1   | Печоры, город                 | 14000         | 13056         | Печоры                    | Печоры                    | Печоры                    |
| 1   | 2   | Авдашево                      | 17            | 24            | Печоры                    | Изборская волость         | Изборская волость         |
| 2   | 3   | Андрейково                    | 12            | 8             | Печоры                    | Паниковская волость       | Паниковская волость       |
| 3   | 4   | Аристово                      | 24            | 19            | Печоры                    | Паниковская волость       | Паниковская волость       |
| 4   | 5   | Бабино                        |               | 2             | Печоры                    | Изборская волость         | Изборская волость         |
| 5   | 6   | Бабино                        | 12            | 16            | Печоры                    | Печорская волость         | Печоры                    |
| 6   | 7   | Бебешкино                     | 8             | 3             | Печоры                    | Паниковская волость       | Паниковская волость       |
| 7   | 8   | Белоусово                     | 1             | 2             | Печоры                    | Печорская волость         | Печоры                    |
| 8   | 9   | Бельково                      | 14            | 18            | Печоры                    | Изборская волость         | Изборская волость         |
| 9   | 10  | Бельско                       | 38            | 29            | Печоры                    | Паниковская волость       | Паниковская волость       |
| 10  | 11  | Березнюк                      | 37            | 36            | Печоры                    | Печорская волость         | Печоры                    |
| 11  | 12  | Богомолово                    | 24            | 22            | Печоры                    | Паниковская волость       | Паниковская волость       |
| 12  | 13  | Бодогово                      | 6             | 7             | Печоры                    | Изборская волость         | Изборская волость         |
| 13  | 14  | Бор-Бельково                  |               | 8             | Печоры                    | Изборская волость         | Изборская волость         |
| 14  | 15  | Борок                         | 7             | 15            | Печоры                    | Паниковская волость       | Паниковская волость       |
| 15  | 16  | Боршевицы                     | 11            | 24            | Печоры                    | Изборская волость         | Изборская волость         |
| 16  | 17  | Брезделево                    | 11            | 15            | Печоры                    | Паниковская волость       | Паниковская волость       |
| 17  | 18  | Брод                          | 5             | 5             | Печоры                    | Изборская волость         | Изборская волость         |
| 18  | 19  | Булатново                     | 5             | 2             | Печоры                    | Печорская волость         | Печоры                    |
| 19  | 20  | Буравенки                     | 1             | 1             | Печоры                    | Паниковская волость       | Паниковская волость       |
| 20  | 21  | Буравцы                       | 20            | 24            | Печоры                    | Печорская волость         | Печоры                    |
| 21  | 22  | Вастцы                        | 48            | 46            | Печоры                    | Изборская волость         | Изборская волость         |
| 22  | 23  | Вашина Гора                   | 20            | 15            | Печоры                    | Печорская волость         | Печоры                    |
| 23  | 24  | Велье                         | 11            | 10            | Печоры                    | Изборская волость         | Изборская волость         |
| 24  | 25  | Веребково                     | 57            | 41            | Печоры                    | Паниковская волость       | Паниковская волость       |
| 25  | 26  | Верхний Крупск                | 16            | 15            | Печоры                    | Изборская волость         | Изборская волость         |
| 26  | 27  | Веселкино                     | 0             | 0             | Печоры                    | Паниковская волость       | Паниковская волость       |
| 27  | 28  | Волково                       | 2             | 0             | Печоры                    | Изборская волость         | Изборская волость         |
| 28  | 29  | Володино                      | 26            | 17            | Печоры                    | Паниковская волость       | Паниковская волость       |
| 29  | 30  | Воронкино                     | 20            | 15            | Печоры                    | Паниковская волость       | Паниковская волость       |
| 30  | 31  | Вруда                         | 6             | 4             | Печоры                    | Паниковская волость       | Паниковская волость       |
| 31  | 32  | Вязьмово                      | 7             | 7             | Печоры                    | Изборская волость         | Изборская волость         |
| 32  | 33  | Голино                        | 19            | 19            | Печоры                    | Паниковская волость       | Паниковская волость       |
| 33  | 34  | Гористница                    |               | 0             | Печоры                    | Изборская волость         | Изборская волость         |
| 34  | 35  | Горончарово                   | 3             | 2             | Печоры                    | Паниковская волость       | Паниковская волость       |
| 35  | 36  | Горохово                      | 21            | 30            | Печоры                    | Печорская волость         | Печоры                    |
| 36  | 37  | Горушка                       | 7             | 2             | Печоры                    | Печорская волость         | Печоры                    |
| 37  | 38  | Грабилово                     | 13            | 5             | Печоры                    | Печорская волость         | Печоры                    |
| 38  | 39  | Гусинец                       | 44            | 42            | Печоры                    | Изборская волость         | Изборская волость         |
| 39  | 40  | Давыдов Конец                 | 22            | 23            | Печоры                    | Печорская волость         | Печоры                    |
| 40  | 41  | Давыдов Конец                 | 2             | 0             | Печоры                    | Паниковская волость       | Паниковская волость       |
| 41  | 42  | Давыдово                      | 3             | 7             | Печоры                    | Изборская волость         | Изборская волость         |
| 42  | 43  | Декшино                       | 36            | 19            | Печоры                    | Печорская волость         | Печоры                    |
| 43  | 44  | Демидово                      | 6             | 2             | Печоры                    | Печорская волость         | Печоры                    |
| 44  | 45  | Дубник                        | 22            | 18            | Печоры                    | Изборская волость         | Изборская волость         |
| 45  | 46  | Дубово                        | 22            | 17            | Печоры                    | Паниковская волость       | Паниковская волость       |
| 46  | 47  | Дубровка                      | 8             | 6             | Печоры                    | Изборская волость         | Изборская волость         |
| 47  | 48  | Дымково                       | 1             | 0             | Печоры                    | Паниковская волость       | Паниковская волость       |
| 48  | 49  | Дятлово                       | 9             | 4             | Печоры                    | Паниковская волость       | Паниковская волость       |
| 49  | 50  | Емельяново                    | 20            | 12            | Печоры                    | Паниковская волость       | Паниковская волость       |
| 50  | 51  | Забелино                      | 7             | 9             | Печоры                    | Печорская волость         | Печоры                    |
| 51  | 52  | Заболотье                     | 12            | 7             | Печоры                    | Паниковская волость       | Паниковская волость       |
| 52  | 53  | Заболотье                     | 19            | 7             | Печоры                    | Печорская волость         | Печоры                    |
| 53  | 54  | Забродье                      | 2             | 0             | Печоры                    | Изборская волость         | Изборская волость         |
| 54  | 55  | Задребье                      | 3             | 5             | Печоры                    | Печорская волость         | Печоры                    |
| 55  | 56  | Зажино                        | 23            | 21            | Печоры                    | Паниковская волость       | Паниковская волость       |
| 56  | 57  | Залесье                       | 246           | 221           | Печоры                    | Паниковская волость       | Паниковская волость       |
| 57  | 58  | Заложье                       | 8             | 15            | Печоры                    | Паниковская волость       | Паниковская волость       |
| 58  | 59  | Замогилье                     | 5             | 6             | Печоры                    | Изборская волость         | Изборская волость         |
| 59  | 60  | Замшарье                      | 3             | 2             | Печоры                    | Печорская волость         | Печоры                    |
| 60  | 61  | Запутье                       | 7             | 6             | Печоры                    | Изборская волость         | Изборская волость         |
| 61  | 62  | Затрубье-Лебеды               | 56            | 42            | Печоры                    | Печорская волость         | Печоры                    |
| 62  | 63  | Затулье                       | 5             | 1             | Печоры                    | Паниковская волость       | Паниковская волость       |
| 63  | 64  | Зехново                       | 8             | 6             | Печоры                    | Изборская волость         | Изборская волость         |
| 64  | 65  | Зуево                         | 7             | 8             | Печоры                    | Изборская волость         | Изборская волость         |
| 65  | 66  | Игнатово                      | 4             | 4             | Печоры                    | Паниковская волость       | Паниковская волость       |
| 66  | 67  | Изборск                       | 703           | 708           | Печоры                    | Изборская волость         | Изборская волость         |
| 67  | 68  | Индовино                      | 12            | 3             | Печоры                    | Печорская волость         | Печоры                    |
| 68  | 69  | Каменка                       | 20            | 12            | Печоры                    | Изборская волость         | Изборская волость         |
| 69  | 70  | Качево                        | 27            | 28            | Печоры                    | Паниковская волость       | Паниковская волость       |
| 70  | 71  | Кашино                        | 23            | 20            | Печоры                    | Паниковская волость       | Паниковская волость       |
| 71  | 72  | Керино                        | 9             | 6             | Печоры                    | Паниковская волость       | Паниковская волость       |
| 72  | 73  | Кирово                        | 17            | 16            | Печоры                    | Паниковская волость       | Паниковская волость       |
| 73  | 74  | Ковязлово                     | 4             | 5             | Печоры                    | Изборская волость         | Изборская волость         |
| 74  | 75  | Козье Загорье                 | 30            | 22            | Печоры                    | Печорская волость         | Печоры                    |
| 75  | 76  | Колосовка                     | 7             | 6             | Печоры                    | Изборская волость         | Изборская волость         |
| 76  | 77  | Кольцово                      | 3             | 6             | Печоры                    | Изборская волость         | Изборская волость         |
| 77  | 78  | Конечки                       | 29            | 28            | Печоры                    | Изборская волость         | Изборская волость         |
| 78  | 79  | Костино                       | 19            | 10            | Печоры                    | Изборская волость         | Изборская волость         |
| 79  | 80  | Косыгино                      | 7             | 20            | Печоры                    | Изборская волость         | Изборская волость         |
| 80  | 81  | Котелево                      | 1             | 0             | Печоры                    | Паниковская волость       | Паниковская волость       |
| 81  | 82  | Котья Гора                    |               | 0             | Печоры                    | Изборская волость         | Изборская волость         |
| 82  | 83  | Кошельки                      | 34            | 30            | Печоры                    | Печорская волость         | Печоры                    |
| 83  | 84  | Кранцово                      | 8             | 6             | Печоры                    | Паниковская волость       | Паниковская волость       |
| 84  | 85  | Кривоножка                    | 2             | 2             | Печоры                    | Паниковская волость       | Паниковская волость       |
| 85  | 86  | Кряково                       | 16            | 15            | Печоры                    | Изборская волость         | Изборская волость         |
| 86  | 87  | Кудрово                       | 24            | 19            | Печоры                    | Паниковская волость       | Паниковская волость       |
| 87  | 88  | Куланово                      | 11            | 9             | Печоры                    | Изборская волость         | Изборская волость         |
| 88  | 89  | Курвица                       | 5             | 1             | Печоры                    | Паниковская волость       | Паниковская волость       |
| 89  | 90  | Курково                       | 13            | 12            | Печоры                    | Изборская волость         | Изборская волость         |
| 90  | 91  | Кучино                        | 9             | 3             | Печоры                    | Паниковская волость       | Паниковская волость       |
| 91  | 92  | Лазарево                      | 241           | 249           | Печоры                    | Паниковская волость       | Паниковская волость       |
| 92  | 93  | Лаптево-1 (Лаптево-Совхозное) | 1             | 3             | Печоры                    | Паниковская волость       | Паниковская волость       |
| 93  | 94  | Лаптево-2 (Лаптево-Колхозное) | 12            | 8             | Печоры                    | Паниковская волость       | Паниковская волость       |
| 94  | 95  | Лезги                         | 41            | 26            | Печоры                    | Печорская волость         | Печоры                    |
| 95  | 96  | Лобаны                        | 0             | 3             | Печоры                    | Паниковская волость       | Паниковская волость       |
| 96  | 97  | Лопотово                      | 27            | 25            | Печоры                    | Изборская волость         | Изборская волость         |
| 97  | 98  | Луковка                       | 7             | 0             | Печоры                    | Печорская волость         | Печоры                    |
| 98  | 99  | Лыково                        | 21            | 15            | Печоры                    | Паниковская волость       | Паниковская волость       |
| 99  | 100 | Малы                          | 34            | 29            | Печоры                    | Изборская волость         | Изборская волость         |
| 100 | 101 | Мальгино                      | 6             | 5             | Печоры                    | Паниковская волость       | Паниковская волость       |
| 101 | 102 | Машково                       | 196           | 192           | Печоры                    | Печорская волость         | Печоры                    |
| 102 | 103 | Митковицкое Загорье           | 5             | 6             | Печоры                    | Печорская волость         | Печоры                    |
| 103 | 104 | Митковицы                     | 45            | 45            | Печоры                    | Печорская волость         | Печоры                    |
| 104 | 105 | Михалёво                      | 7             | 3             | Печоры                    | Изборская волость         | Изборская волость         |
| 105 | 106 | Мосток                        | 0             | 5             | Печоры                    | Паниковская волость       | Паниковская волость       |
| 106 | 107 | Мотовилово                    | 10            | 7             | Печоры                    | Изборская волость         | Изборская волость         |
| 107 | 108 | Мотылино                      | 8             | 3             | Печоры                    | Изборская волость         | Изборская волость         |
| 108 | 109 | Мурашкино                     | 13            | 11            | Печоры                    | Печорская волость         | Печоры                    |
| 109 | 110 | Настахино                     | 3             | 1             | Печоры                    | Паниковская волость       | Паниковская волость       |
| 110 | 111 | Наталкино                     | 9             | 8             | Печоры                    | Паниковская волость       | Паниковская волость       |
| 111 | 112 | Невское Олохово               | 20            | 23            | Печоры                    | Паниковская волость       | Паниковская волость       |
| 112 | 113 | Нижний Крупск                 | 41            | 41            | Печоры                    | Изборская волость         | Изборская волость         |
| 113 | 114 | Новая                         | 10            | 9             | Печоры                    | Изборская волость         | Изборская волость         |
| 114 | 115 | Новая                         | 5             | 12            | Печоры                    | Паниковская волость       | Паниковская волость       |
| 115 | 116 | Новые Бутырки                 | 470           | 411           | Печоры                    | Печорская волость         | Печоры                    |
| 116 | 117 | Павлово                       | 8             | 1             | Печоры                    | Печорская волость         | Печоры                    |
| 117 | 118 | Пальцево                      | 0             | 2             | Печоры                    | Паниковская волость       | Паниковская волость       |
| 118 | 119 | Паниковичи                    | 423           | 357           | Печоры                    | Паниковская волость       | Паниковская волость       |
| 119 | 120 | Петровск                      | 20            | 14            | Печоры                    | Изборская волость         | Изборская волость         |
| 120 | 121 | Печорское-Олохово             | 4             | 4             | Печоры                    | Паниковская волость       | Паниковская волость       |
| 121 | 122 | Подавалицы                    | 56            | 54            | Печоры                    | Печорская волость         | Печоры                    |
| 122 | 123 | Поддубье                      | 23            | 24            | Печоры                    | Изборская волость         | Изборская волость         |
| 123 | 124 | Поддубье                      | 7             | 6             | Печоры                    | Паниковская волость       | Паниковская волость       |
| 124 | 125 | Подлесье                      | 309           | 257           | Печоры                    | Печорская волость         | Печоры                    |
| 125 | 126 | Поколодово                    | 7             | 1             | Печоры                    | Изборская волость         | Изборская волость         |
| 126 | 127 | Ползохново                    |               | 2             | Печоры                    | Изборская волость         | Изборская волость         |
| 127 | 128 | Поляны                        | 14            | 13            | Печоры                    | Паниковская волость       | Паниковская волость       |
| 128 | 129 | Пометково                     | 2             | 0             | Печоры                    | Паниковская волость       | Паниковская волость       |
| 129 | 130 | Порослово                     | 8             | 12            | Печоры                    | Паниковская волость       | Паниковская волость       |
| 130 | 131 | Потолово                      | 1             | 0             | Печоры                    | Паниковская волость       | Паниковская волость       |
| 131 | 132 | Прудище                       | 5             | 5             | Печоры                    | Паниковская волость       | Паниковская волость       |
| 132 | 133 | Пыжово                        | 70            | 53            | Печоры                    | Изборская волость         | Изборская волость         |
| 133 | 134 | Рагозина Гора                 | 12            | 7             | Печоры                    | Паниковская волость       | Паниковская волость       |
| 134 | 135 | Рассолово                     | 14            | 9             | Печоры                    | Паниковская волость       | Паниковская волость       |
| 135 | 136 | Рачево                        | 36            | 21            | Печоры                    | Паниковская волость       | Паниковская волость       |
| 136 | 137 | Репино                        | 1             | 0             | Печоры                    | Паниковская волость       | Паниковская волость       |
| 137 | 138 | Решетово                      | 1             | 2             | Печоры                    | Изборская волость         | Изборская волость         |
| 138 | 139 | Рогово                        | 4             | 3             | Печоры                    | Изборская волость         | Изборская волость         |
| 139 | 140 | Русский Бор                   | 3             | 6             | Печоры                    | Паниковская волость       | Паниковская волость       |
| 140 | 141 | Рыжиково                      | 17            | 8             | Печоры                    | Паниковская волость       | Паниковская волость       |
| 141 | 142 | Рысево                        | 14            | 15            | Печоры                    | Печорская волость         | Печоры                    |
| 142 | 143 | Салтаново                     | 3             | 3             | Печоры                    | Изборская волость         | Изборская волость         |
| 143 | 144 | Сигово                        | 11            | 6             | Печоры                    | Паниковская волость       | Паниковская волость       |
| 144 | 145 | Ситково                       | 0             | 0             | Печоры                    | Паниковская волость       | Паниковская волость       |
| 145 | 146 | Слизово                       | 3             | 2             | Печоры                    | Изборская волость         | Изборская волость         |
| 146 | 147 | Смольник                      | 9             | 10            | Печоры                    | Печорская волость         | Печоры                    |
| 147 | 148 | Сорокино                      | 5             | 3             | Печоры                    | Печорская волость         | Печоры                    |
| 148 | 149 | Стуколово                     | 16            | 15            | Печоры                    | Паниковская волость       | Паниковская волость       |
| 149 | 150 | Сыромятино                    | 24            | 22            | Печоры                    | Паниковская волость       | Паниковская волость       |
| 150 | 151 | Тайлово                       | 122           | 70            | Печоры                    | Печорская волость         | Печоры                    |
| 151 | 152 | Тайловские Хутора             | 2             | 3             | Печоры                    | Паниковская волость       | Паниковская волость       |
| 152 | 153 | Тармахино                     | 12            | 10            | Печоры                    | Паниковская волость       | Паниковская волость       |
| 153 | 154 | Тереб                         | 4             | 8             | Печоры                    | Изборская волость         | Изборская волость         |
| 154 | 155 | Тивиково                      | 9             | 8             | Печоры                    | Печорская волость         | Печоры                    |
| 155 | 156 | Третьяково                    | 25            | 25            | Печоры                    | Изборская волость         | Изборская волость         |
| 156 | 157 | Троицкое                      | 4             | 5             | Печоры                    | Паниковская волость       | Паниковская волость       |
| 157 | 158 | Трофимково                    | 18            | 13            | Печоры                    | Паниковская волость       | Паниковская волость       |
| 158 | 159 | Турок                         | 44            | 38            | Печоры                    | Изборская волость         | Изборская волость         |
| 159 | 160 | Угарево                       | 17            | 21            | Печоры                    | Паниковская волость       | Паниковская волость       |
| 160 | 161 | Уланово                       | 36            | 14            | Печоры                    | Печорская волость         | Печоры                    |
| 161 | 162 | Ульянцево                     | 7             | 6             | Печоры                    | Печорская волость         | Печоры                    |
| 162 | 163 | Умковичи                      | 8             | 8             | Печоры                    | Печорская волость         | Печоры                    |
| 163 | 164 | Усова Гора                    | 14            | 8             | Печоры                    | Паниковская волость       | Паниковская волость       |
| 164 | 165 | Херково                       | 3             | 2             | Печоры                    | Печорская волость         | Печоры                    |
| 165 | 166 | Чавыдово                      | 8             | 4             | Печоры                    | Печорская волость         | Печоры                    |
| 166 | 167 | Чальцево                      | 43            | 48            | Печоры                    | Печорская волость         | Печоры                    |
| 167 | 168 | Черемново                     | 17            | 9             | Печоры                    | Паниковская волость       | Паниковская волость       |
| 168 | 169 | Черепово                      | 2             | 3             | Печоры                    | Паниковская волость       | Паниковская волость       |
| 169 | 170 | Черноярово                    | 6             | 4             | Печоры                    | Печорская волость         | Печоры                    |
| 170 | 171 | Шляхово                       | 11            | 8             | Печоры                    | Паниковская волость       | Паниковская волость       |
| 171 | 172 | Шумилкино                     | 17            | 14            | Печоры                    | Паниковская волость       | Паниковская волость       |
| 172 | 173 | Шумилово                      | 4             | 1             | Печоры                    | Паниковская волость       | Паниковская волость       |
| 173 | 174 | Юнцево                        | 2             | 0             | Печоры                    | Паниковская волость       | Паниковская волость       |
| 174 | 175 | Янкино                        | 2             | 0             | Печоры                    | Паниковская волость       | Паниковская волость       |
| 175 | 1   | Анохово                       | 1             | 1             | Круппская волость         | Круппская волость         | Круппская волость         |
| 176 | 2   | Большая Гверстонь             | 21            | 19            | Круппская волость         | Круппская волость         | Круппская волость         |
| 177 | 3   | Будовиж                       | 62            | 47            | Круппская волость         | Кулейская волость         | Кулейская волость         |
| 178 | 4   | Валдино                       | 0             | 0             | Круппская волость         | Круппская волость         | Круппская волость         |
| 179 | 5   | Ведерниково                   | 6             | 2             | Круппская волость         | Круппская волость         | Круппская волость         |
| 180 | 6   | Вертушкино                    | 5             | 4             | Круппская волость         | Круппская волость         | Круппская волость         |
| 181 | 7   | Вишняково                     | 60            | 45            | Круппская волость         | Круппская волость         | Круппская волость         |
| 182 | 8   | Выласте                       | 1             | 3             | Круппская волость         | Круппская волость         | Круппская волость         |
| 183 | 9   | Глазово                       | 35            | 35            | Круппская волость         | Кулейская волость         | Кулейская волость         |
| 184 | 10  | Горбатицы                     | 30            | 24            | Круппская волость         | Круппская волость         | Круппская волость         |
| 185 | 11  | Городище                      | 51            | 36            | Круппская волость         | Круппская волость         | Круппская волость         |
| 186 | 12  | Дальнево                      | 24            | 28            | Круппская волость         | Кулейская волость         | Кулейская волость         |
| 187 | 13  | Дрисливик                     | 33            | 29            | Круппская волость         | Кулейская волость         | Кулейская волость         |
| 188 | 14  | Дубки                         | 6             | 6             | Круппская волость         | Кулейская волость         | Кулейская волость         |
| 189 | 15  | Дуравино                      | 72            | 60            | Круппская волость         | Круппская волость         | Круппская волость         |
| 190 | 16  | Заболотье                     | 91            | 84            | Круппская волость         | Кулейская волость         | Кулейская волость         |
| 191 | 17  | Замошье                       | 109           | 109           | Круппская волость         | Кулейская волость         | Кулейская волость         |
| 192 | 18  | Заходы                        | 35            | 24            | Круппская волость         | Круппская волость         | Круппская волость         |
| 193 | 19  | Зимний Борок                  | 90            | 76            | Круппская волость         | Круппская волость         | Круппская волость         |
| 194 | 20  | Злыполье                      | 5             | 3             | Круппская волость         | Круппская волость         | Круппская волость         |
| 195 | 21  | Иваново-Болото                | 88            | 77            | Круппская волость         | Круппская волость         | Круппская волость         |
| 196 | 22  | Исад                          | 11            | 11            | Круппская волость         | Круппская волость         | Круппская волость         |
| 197 | 23  | Каменка                       | 22            | 13            | Круппская волость         | Кулейская волость         | Кулейская волость         |
| 198 | 24  | Килинец                       | 7             | 6             | Круппская волость         | Круппская волость         | Круппская волость         |
| 199 | 25  | Киршино                       | 172           | 195           | Круппская волость         | Кулейская волость         | Кулейская волость         |
| 200 | 26  | Коломцы                       | 39            | 29            | Круппская волость         | Кулейская волость         | Кулейская волость         |
| 201 | 27  | Колпино                       | 59            | 39            | Круппская волость         | Кулейская волость         | Кулейская волость         |
| 202 | 28  | Красная Гора                  | 59            | 56            | Круппская волость         | Кулейская волость         | Кулейская волость         |
| 203 | 29  | Кривск                        | 57            | 56            | Круппская волость         | Круппская волость         | Круппская волость         |
| 204 | 30  | Крупп                         | 426           | 428           | Круппская волость         | Круппская волость         | Круппская волость         |
| 205 | 31  | Кудина Гора                   | 27            | 25            | Круппская волость         | Круппская волость         | Круппская волость         |
| 206 | 32  | Кукуевка                      | 14            | 11            | Круппская волость         | Круппская волость         | Круппская волость         |
| 207 | 33  | Кулиско                       | 65            | 44            | Круппская волость         | Круппская волость         | Круппская волость         |
| 208 | 34  | Кулье                         | 156           | 149           | Круппская волость         | Кулейская волость         | Кулейская волость         |
| 209 | 35  | Лисье                         | 115           | 95            | Круппская волость         | Кулейская волость         | Кулейская волость         |
| 210 | 36  | Литовиж                       | 28            | 26            | Круппская волость         | Круппская волость         | Круппская волость         |
| 211 | 37  | Лядинка                       | 4             | 3             | Круппская волость         | Круппская волость         | Круппская волость         |
| 212 | 38  | Малая Гверстонь               | 27            | 35            | Круппская волость         | Круппская волость         | Круппская волость         |
| 213 | 39  | Манюково                      | 3             | 2             | Круппская волость         | Круппская волость         | Круппская волость         |
| 214 | 40  | Мартышово                     | 41            | 33            | Круппская волость         | Кулейская волость         | Кулейская волость         |
| 215 | 41  | Медли                         | 91            | 75            | Круппская волость         | Кулейская волость         | Кулейская волость         |
| 216 | 42  | Медово                        | 23            | 16            | Круппская волость         | Кулейская волость         | Кулейская волость         |
| 217 | 43  | Моложва                       | 200           | 202           | Круппская волость         | Круппская волость         | Круппская волость         |
| 218 | 44  | Молочково-Дубенец             | 11            | 13            | Круппская волость         | Круппская волость         | Круппская волость         |
| 219 | 45  | Песок                         | 55            | 54            | Круппская волость         | Круппская волость         | Круппская волость         |
| 220 | 46  | Подгорье                      | 9             | 8             | Круппская волость         | Круппская волость         | Круппская волость         |
| 221 | 47  | Пырсте                        | 4             | 9             | Круппская волость         | Круппская волость         | Круппская волость         |
| 222 | 48  | Рожитец                       | 28            | 18            | Круппская волость         | Кулейская волость         | Кулейская волость         |
| 223 | 49  | Сельцы                        | 17            | 10            | Круппская волость         | Кулейская волость         | Кулейская волость         |
| 224 | 50  | Серпово                       | 0             | 0             | Круппская волость         | Круппская волость         | Круппская волость         |
| 225 | 51  | Слудицы                       | 4             | 5             | Круппская волость         | Круппская волость         | Круппская волость         |
| 226 | 52  | Соха                          | 14            | 14            | Круппская волость         | Круппская волость         | Круппская волость         |
| 227 | 53  | Ступино                       | 1             | 0             | Круппская волость         | Круппская волость         | Круппская волость         |
| 228 | 54  | Сухлово                       | 50            | 55            | Круппская волость         | Кулейская волость         | Кулейская волость         |
| 229 | 55  | Шартово                       | 52            | 41            | Круппская волость         | Кулейская волость         | Кулейская волость         |
| 230 | 56  | Ямище                         | 4             | 3             | Круппская волость         | Круппская волость         | Круппская волость         |
| 231 | 57  | Ястребье                      | 19            | 20            | Круппская волость         | Круппская волость         | Круппская волость         |
| 232 | 58  | Ячменево                      | 15            | 15            | Круппская волость         | Круппская волость         | Круппская волость         |
| 233 | 1   | Аполихино                     | 15            | 16            | Лавровская волость        | Лавровская волость        | Лавровская волость        |
| 234 | 2   | Арменица                      | 9             | 10            | Лавровская волость        | Лавровская волость        | Лавровская волость        |
| 235 | 3   | Белая Гора                    | 1             | 4             | Лавровская волость        | Лавровская волость        | Лавровская волость        |
| 236 | 4   | Бобренки                      | 6             | 4             | Лавровская волость        | Лавровская волость        | Лавровская волость        |
| 237 | 5   | Бобровник                     | 15            | 13            | Лавровская волость        | Лавровская волость        | Лавровская волость        |
| 238 | 6   | Боброво                       | 106           | 133           | Лавровская волость        | Лавровская волость        | Лавровская волость        |
| 239 | 7   | Бобры                         | 2             | 1             | Лавровская волость        | Лавровская волость        | Лавровская волость        |
| 240 | 8   | Большое Михалкино             | 13            | 8             | Лавровская волость        | Лавровская волость        | Лавровская волость        |
| 241 | 9   | Борисовка                     | 3             | 2             | Лавровская волость        | Лавровская волость        | Лавровская волость        |
| 242 | 10  | Ботвино                       | 3             | 2             | Лавровская волость        | Лавровская волость        | Лавровская волость        |
| 243 | 11  | Брунишево                     | 22            | 15            | Лавровская волость        | Лавровская волость        | Лавровская волость        |
| 244 | 12  | Бухолово                      | 8             | 7             | Лавровская волость        | Лавровская волость        | Лавровская волость        |
| 245 | 13  | Высокий Мост                  | 62            | 44            | Лавровская волость        | Лавровская волость        | Лавровская волость        |
| 246 | 14  | Выставка                      | 1             | 0             | Лавровская волость        | Лавровская волость        | Лавровская волость        |
| 247 | 15  | Гагулино                      | 2             | 3             | Лавровская волость        | Лавровская волость        | Лавровская волость        |
| 248 | 16  | Говсы                         | 8             | 9             | Лавровская волость        | Лавровская волость        | Лавровская волость        |
| 249 | 17  | Гора                          | 8             | 10            | Лавровская волость        | Лавровская волость        | Лавровская волость        |
| 250 | 18  | Горбово                       | 6             | 5             | Лавровская волость        | Лавровская волость        | Лавровская волость        |
| 251 | 19  | Горланово                     | 5             | 3             | Лавровская волость        | Лавровская волость        | Лавровская волость        |
| 252 | 20  | Горушка                       | 4             | 1             | Лавровская волость        | Лавровская волость        | Лавровская волость        |
| 253 | 21  | Гревели                       | 1             | 1             | Лавровская волость        | Лавровская волость        | Лавровская волость        |
| 254 | 22  | Дитятино                      | 15            | 11            | Лавровская волость        | Лавровская волость        | Лавровская волость        |
| 255 | 23  | Дмитровский Клин              | 4             | 9             | Лавровская волость        | Лавровская волость        | Лавровская волость        |
| 256 | 24  | Дурково                       | 3             | 2             | Лавровская волость        | Лавровская волость        | Лавровская волость        |
| 257 | 25  | Евдокимово                    | 8             | 7             | Лавровская волость        | Лавровская волость        | Лавровская волость        |
| 258 | 26  | Железово-1                    | 20            | 12            | Лавровская волость        | Лавровская волость        | Лавровская волость        |
| 259 | 27  | Железово-2                    | 14            | 9             | Лавровская волость        | Лавровская волость        | Лавровская волость        |
| 260 | 28  | Желчаны                       | 10            | 14            | Лавровская волость        | Лавровская волость        | Лавровская волость        |
| 261 | 29  | Зайково                       | 8             | 3             | Лавровская волость        | Лавровская волость        | Лавровская волость        |
| 262 | 30  | Замошье                       | 39            | 36            | Лавровская волость        | Лавровская волость        | Лавровская волость        |
| 263 | 31  | Заноги                        | 7             | 2             | Лавровская волость        | Лавровская волость        | Лавровская волость        |
| 264 | 32  | Захарево                      | 0             | 0             | Лавровская волость        | Лавровская волость        | Лавровская волость        |
| 265 | 33  | Захново                       | 1             | 1             | Лавровская волость        | Лавровская волость        | Лавровская волость        |
| 266 | 34  | Зубово                        | 13            | 6             | Лавровская волость        | Лавровская волость        | Лавровская волость        |
| 267 | 35  | Капково                       | 7             | 7             | Лавровская волость        | Лавровская волость        | Лавровская волость        |
| 268 | 36  | Кенги                         | 2             | 0             | Лавровская волость        | Лавровская волость        | Лавровская волость        |
| 269 | 37  | Кендиши                       | 13            | 11            | Лавровская волость        | Лавровская волость        | Лавровская волость        |
| 270 | 38  | Кикуты                        | 18            | 22            | Лавровская волость        | Лавровская волость        | Лавровская волость        |
| 271 | 39  | Клезено                       | 5             | 3             | Лавровская волость        | Лавровская волость        | Лавровская волость        |
| 272 | 40  | Ключище                       | 25            | 20            | Лавровская волость        | Лавровская волость        | Лавровская волость        |
| 273 | 41  | Козино                        | 0             | 0             | Лавровская волость        | Лавровская волость        | Лавровская волость        |
| 274 | 42  | Костово-Слободка              | 21            | 21            | Лавровская волость        | Лавровская волость        | Лавровская волость        |
| 275 | 43  | Костомары                     | 3             | 1             | Лавровская волость        | Лавровская волость        | Лавровская волость        |
| 276 | 44  | Костыгово                     | 14            | 10            | Лавровская волость        | Лавровская волость        | Лавровская волость        |
| 277 | 45  | Красиково                     | 17            | 9             | Лавровская волость        | Лавровская волость        | Лавровская волость        |
| 278 | 46  | Лабково                       | 21            | 16            | Лавровская волость        | Лавровская волость        | Лавровская волость        |
| 279 | 47  | Лавры                         | 1033          | 888           | Лавровская волость        | Лавровская волость        | Лавровская волость        |
| 280 | 48  | Ладейники                     | 3             | 2             | Лавровская волость        | Лавровская волость        | Лавровская волость        |
| 281 | 49  | Ламище                        | 1             | 0             | Лавровская волость        | Лавровская волость        | Лавровская волость        |
| 282 | 50  | Леоново                       | 3             | 0             | Лавровская волость        | Лавровская волость        | Лавровская волость        |
| 283 | 51  | Лидва-1                       | 21            | 20            | Лавровская волость        | Лавровская волость        | Лавровская волость        |
| 284 | 52  | Лидва-2                       | 29            | 30            | Лавровская волость        | Лавровская волость        | Лавровская волость        |
| 285 | 53  | Лидва-Выселок                 | 5             | 3             | Лавровская волость        | Лавровская волость        | Лавровская волость        |
| 286 | 54  | Лидва-Шумилово                | 0             | 1             | Лавровская волость        | Лавровская волость        | Лавровская волость        |
| 287 | 55  | Литвиново                     | 8             | 6             | Лавровская волость        | Лавровская волость        | Лавровская волость        |
| 288 | 56  | Личниково                     | 3             | 28            | Лавровская волость        | Лавровская волость        | Лавровская волость        |
| 289 | 57  | Луги-1                        | 1             | 0             | Лавровская волость        | Лавровская волость        | Лавровская волость        |
| 290 | 58  | Луги-2                        | 0             | 0             | Лавровская волость        | Лавровская волость        | Лавровская волость        |
| 291 | 59  | Любры                         | 1             | 1             | Лавровская волость        | Лавровская волость        | Лавровская волость        |
| 292 | 60  | Любятово                      | 37            | 30            | Лавровская волость        | Лавровская волость        | Лавровская волость        |
| 293 | 61  | Лядинки                       | 2             | 1             | Лавровская волость        | Лавровская волость        | Лавровская волость        |
| 294 | 62  | Мадолово                      | 4             | 6             | Лавровская волость        | Лавровская волость        | Лавровская волость        |
| 295 | 63  | Макарово                      | 8             | 6             | Лавровская волость        | Лавровская волость        | Лавровская волость        |
| 296 | 64  | Малое Михалкино               | 4             | 3             | Лавровская волость        | Лавровская волость        | Лавровская волость        |
| 297 | 65  | Марково                       | 34            | 32            | Лавровская волость        | Лавровская волость        | Лавровская волость        |
| 298 | 66  | Медведково                    | 7             | 8             | Лавровская волость        | Лавровская волость        | Лавровская волость        |
| 299 | 67  | Мильдино                      | 5             | 1             | Лавровская волость        | Лавровская волость        | Лавровская волость        |
| 300 | 68  | Михеенки                      | 10            | 6             | Лавровская волость        | Лавровская волость        | Лавровская волость        |
| 301 | 69  | Мустишево                     | 35            | 19            | Лавровская волость        | Лавровская волость        | Лавровская волость        |
| 302 | 70  | Никольщина                    | 33            | 18            | Лавровская волость        | Лавровская волость        | Лавровская волость        |
| 303 | 71  | Новые Шумки                   | 8             | 4             | Лавровская волость        | Лавровская волость        | Лавровская волость        |
| 304 | 72  | Павлово Блины                 | 72            | 66            | Лавровская волость        | Лавровская волость        | Лавровская волость        |
| 305 | 73  | Папушево                      | 47            | 33            | Лавровская волость        | Лавровская волость        | Лавровская волость        |
| 306 | 74  | Пашково                       | 12            | 4             | Лавровская волость        | Лавровская волость        | Лавровская волость        |
| 307 | 75  | Пеньево                       | 6             | 5             | Лавровская волость        | Лавровская волость        | Лавровская волость        |
| 308 | 76  | Пишево                        | 12            | 9             | Лавровская волость        | Лавровская волость        | Лавровская волость        |
| 309 | 77  | Подгорье                      | 34            | 31            | Лавровская волость        | Лавровская волость        | Лавровская волость        |
| 310 | 78  | Поташево-Говзино              | 11            | 2             | Лавровская волость        | Лавровская волость        | Лавровская волость        |
| 311 | 79  | Пурики                        | 4             | 6             | Лавровская волость        | Лавровская волость        | Лавровская волость        |
| 312 | 80  | Пустошь-Желчаны               | 2             | 0             | Лавровская волость        | Лавровская волость        | Лавровская волость        |
| 313 | 81  | Пустошь-Сохино                | 0             | 0             | Лавровская волость        | Лавровская волость        | Лавровская волость        |
| 314 | 82  | Репище                        | 3             | 0             | Лавровская волость        | Лавровская волость        | Лавровская волость        |
| 315 | 83  | Ромшино                       | 3             | 5             | Лавровская волость        | Лавровская волость        | Лавровская волость        |
| 316 | 84  | Ротово                        | 529           | 384           | Лавровская волость        | Лавровская волость        | Лавровская волость        |
| 317 | 85  | Семендяево                    | 8             | 8             | Лавровская волость        | Лавровская волость        | Лавровская волость        |
| 318 | 86  | Смолянка                      | 22            | 15            | Лавровская волость        | Лавровская волость        | Лавровская волость        |
| 319 | 87  | Соколово                      | 16            | 9             | Лавровская волость        | Лавровская волость        | Лавровская волость        |
| 320 | 88  | Сохино                        | 4             | 3             | Лавровская волость        | Лавровская волость        | Лавровская волость        |
| 321 | 89  | Стайки                        | 6             | 8             | Лавровская волость        | Лавровская волость        | Лавровская волость        |
| 322 | 90  | Стехново                      | 4             | 5             | Лавровская волость        | Лавровская волость        | Лавровская волость        |
| 323 | 91  | Столбово                      | 30            | 22            | Лавровская волость        | Лавровская волость        | Лавровская волость        |
| 324 | 92  | Стуколово                     | 7             | 4             | Лавровская волость        | Лавровская волость        | Лавровская волость        |
| 325 | 93  | Тарантаево                    | 17            | 13            | Лавровская волость        | Лавровская волость        | Лавровская волость        |
| 326 | 94  | Терехово                      | 18            | 11            | Лавровская волость        | Лавровская волость        | Лавровская волость        |
| 327 | 95  | Тетерево-1                    | 9             | 9             | Лавровская волость        | Лавровская волость        | Лавровская волость        |
| 328 | 96  | Тетерево-2                    | 2             | 2             | Лавровская волость        | Лавровская волость        | Лавровская волость        |
| 329 | 97  | Тульцево                      | 36            | 31            | Лавровская волость        | Лавровская волость        | Лавровская волость        |
| 330 | 98  | Туравины                      | 11            | 0             | Лавровская волость        | Лавровская волость        | Лавровская волость        |
| 331 | 99  | Тяково                        | 4             | 3             | Лавровская волость        | Лавровская волость        | Лавровская волость        |
| 332 | 100 | Усадище                       | 20            | 15            | Лавровская волость        | Лавровская волость        | Лавровская волость        |
| 333 | 101 | Федосы                        | 7             | 4             | Лавровская волость        | Лавровская волость        | Лавровская волость        |
| 334 | 102 | Фролкино                      | 11            | 10            | Лавровская волость        | Лавровская волость        | Лавровская волость        |
| 335 | 103 | Хребты                        | 7             | 6             | Лавровская волость        | Лавровская волость        | Лавровская волость        |
| 336 | 104 | Чухново                       | 9             | 9             | Лавровская волость        | Лавровская волость        | Лавровская волость        |
| 337 | 105 | Шилово                        | 2             | 1             | Лавровская волость        | Лавровская волость        | Лавровская волость        |
| 338 | 106 | Шубенки                       | 20            | 15            | Лавровская волость        | Лавровская волость        | Лавровская волость        |
| 339 | 107 | Шумилово                      | 14            | 13            | Лавровская волость        | Лавровская волость        | Лавровская волость        |
| 340 | 108 | Шумки                         | 15            | 10            | Лавровская волость        | Лавровская волость        | Лавровская волость        |
| 341 | 109 | Шумряниново                   | 25            | 22            | Лавровская волость        | Лавровская волость        | Лавровская волость        |
| 342 | 110 | Юшково                        | 48            | 31            | Лавровская волость        | Лавровская волость        | Лавровская волость        |
| 343 | 1   | Барабаново                    | 6             | 1             | Новоизборская волость     | Новоизборская волость     | Новоизборская волость     |
| 344 | 2   | Бобково                       | 21            | 20            | Новоизборская волость     | Новоизборская волость     | Новоизборская волость     |
| 345 | 3   | Большие Мильцы                | 83            | 63            | Новоизборская волость     | Новоизборская волость     | Новоизборская волость     |
| 346 | 4   | Варапаново                    | 10            | 8             | Новоизборская волость     | Новоизборская волость     | Новоизборская волость     |
| 347 | 5   | Вертушкино                    | 2             | 1             | Новоизборская волость     | Новоизборская волость     | Новоизборская волость     |
| 348 | 6   | Видовичи                      | 104           | 76            | Новоизборская волость     | Новоизборская волость     | Новоизборская волость     |
| 349 | 7   | Вилла                         | 0             | 0             | Новоизборская волость     | Новоизборская волость     | Новоизборская волость     |
| 350 | 8   | Виски                         | 91            | 60            | Новоизборская волость     | Новоизборская волость     | Новоизборская волость     |
| 351 | 9   | Гнилкино                      | 13            | 4             | Новоизборская волость     | Новоизборская волость     | Новоизборская волость     |
| 352 | 10  | Горушка                       | 7             | 7             | Новоизборская волость     | Новоизборская волость     | Новоизборская волость     |
| 353 | 11  | Забабье                       | 13            | 3             | Новоизборская волость     | Новоизборская волость     | Новоизборская волость     |
| 354 | 12  | Загорье                       | 11            | 7             | Новоизборская волость     | Новоизборская волость     | Новоизборская волость     |
| 355 | 13  | Загривье                      | 0             | 0             | Новоизборская волость     | Новоизборская волость     | Новоизборская волость     |
| 356 | 14  | Задребье                      | 17            | 8             | Новоизборская волость     | Новоизборская волость     | Новоизборская волость     |
| 357 | 15  | Залавье                       | 12            | 13            | Новоизборская волость     | Новоизборская волость     | Новоизборская волость     |
| 358 | 16  | Запутье                       | 13            | 9             | Новоизборская волость     | Новоизборская волость     | Новоизборская волость     |
| 359 | 17  | Захново                       | 11            | 2             | Новоизборская волость     | Новоизборская волость     | Новоизборская волость     |
| 360 | 18  | Иверицы                       | 12            | 6             | Новоизборская волость     | Новоизборская волость     | Новоизборская волость     |
| 361 | 19  | Калки                         | 50            | 36            | Новоизборская волость     | Новоизборская волость     | Новоизборская волость     |
| 362 | 20  | Коломно                       | 37            | 24            | Новоизборская волость     | Новоизборская волость     | Новоизборская волость     |
| 363 | 21  | Копаницы                      | 34            | 21            | Новоизборская волость     | Новоизборская волость     | Новоизборская волость     |
| 364 | 22  | Лебеж                         | 4             | 4             | Новоизборская волость     | Новоизборская волость     | Новоизборская волость     |
| 365 | 23  | Лесицко                       | 59            | 39            | Новоизборская волость     | Новоизборская волость     | Новоизборская волость     |
| 366 | 24  | Летний Борок                  | 9             | 8             | Новоизборская волость     | Новоизборская волость     | Новоизборская волость     |
| 367 | 25  | Луки                          | 114           | 223           | Новоизборская волость     | Новоизборская волость     | Новоизборская волость     |
| 368 | 26  | Малые Мильцы                  | 44            | 31            | Новоизборская волость     | Новоизборская волость     | Новоизборская волость     |
| 369 | 27  | Манчихино                     | 4             | 2             | Новоизборская волость     | Новоизборская волость     | Новоизборская волость     |
| 370 | 28  | Махново                       | 14            | 7             | Новоизборская волость     | Новоизборская волость     | Новоизборская волость     |
| 371 | 29  | Мокшино                       | 7             | 6             | Новоизборская волость     | Новоизборская волость     | Новоизборская волость     |
| 372 | 30  | Новый Изборск                 | 1726          | 1420          | Новоизборская волость     | Новоизборская волость     | Новоизборская волость     |
| 373 | 31  | Паниковка                     | 3             | 1             | Новоизборская волость     | Новоизборская волость     | Новоизборская волость     |
| 374 | 32  | Печки                         | 127           | 352           | Новоизборская волость     | Новоизборская волость     | Новоизборская волость     |
| 375 | 33  | Пискони                       | 25            | 17            | Новоизборская волость     | Новоизборская волость     | Новоизборская волость     |
| 376 | 34  | Подграмье                     | 57            | 35            | Новоизборская волость     | Новоизборская волость     | Новоизборская волость     |
| 377 | 35  | Раково                        | 4             | 11            | Новоизборская волость     | Новоизборская волость     | Новоизборская волость     |
| 378 | 36  | Речки                         | 38            | 40            | Новоизборская волость     | Новоизборская волость     | Новоизборская волость     |
| 379 | 37  | Сенно                         | 179           | 131           | Новоизборская волость     | Новоизборская волость     | Новоизборская волость     |
| 380 | 38  | Соколово                      | 36            | 32            | Новоизборская волость     | Новоизборская волость     | Новоизборская волость     |
| 381 | 39  | Тешевицы                      | 72            | 59            | Новоизборская волость     | Новоизборская волость     | Новоизборская волость     |
| 382 | 40  | Тростино                      | 4             | 3             | Новоизборская волость     | Новоизборская волость     | Новоизборская волость     |
| 383 | 41  | Трынтово                      | 23            | 25            | Новоизборская волость     | Новоизборская волость     | Новоизборская волость     |
| 384 | 42  | Усадище                       | 25            | 26            | Новоизборская волость     | Новоизборская волость     | Новоизборская волость     |
| 385 | 43  | Халахальня                    | 16            | 8             | Новоизборская волость     | Новоизборская волость     | Новоизборская волость     |
| 386 | 44  | Чернышево                     | 3             | 2             | Новоизборская волость     | Новоизборская волость     | Новоизборская волость     |